# Hideyo Hanazumi
Hideyo Hanazumi (花角 英世, Hanazumi Hideyo) est un homme politique japonais né le 22 mai 1958 à Kanai sur l'ile de Sado. Il est élu au poste de gouverneur de la préfecture de Niigata en juin 2018.